# Rue de l'Oratoire (Paris)
Pour les articles homonymes, voir rue de l'Oratoire.
La rue de l’Oratoire est une voie du 1er arrondissement de Paris, en France.

## Situation et accès
Cette rue, perpendiculaire à la Seine et orientée nord-sud, commence entre les no 143 et no 145 de la rue Saint-Honoré et débouche sur la rue de Rivoli face au musée du Louvre.
Elle est desservie par la ligne 1 à la station Louvre - Rivoli.

## Origine du nom
Ce nom vient de la congrégation de l'Oratoire qui s'est établie en 1616, entre le palais du Louvre et la rue Saint-Honoré, le long de la rue d'Autruche. Ils y font bâtir l'Oratoire du Louvre.

## Historique
En 1664, la rue d'Autriche prend le nom de rue de l'Oratoire quand sa partie sud est supprimée par la construction de cour carrée du Louvre. Au XVIIIe siècle, cette rue est une impasse, car elle est fermée par une clôture près du Louvre. Elle est alors appelée « cul-de-sac de l'Oratoire ». En application des lettres patentes du 26 décembre 1758 et la construction de la place de l'Oratoire, la clôture est démolie. L'ordonnance royale du 23 juillet 1828 fixe la largeur de la rue à 10,20 m,,.
En 1854, le percement de la rue de Rivoli diminue la longueur de la rue. Le chevet du temple est dégagé par l'architecte Victor Baltard. La rue de l'Oratoire est élargie à 12 mètres par un décret du 3 mai 1854. Elle n'avait à l'origine que deux toises et demie de largeur,.

## Bâtiments remarquables et lieux de mémoire
- No 1 : une des entrées du temple protestant de l'Oratoire du Louvre ;
- No 2 : ancien emplacement de l'hôtel d'Angiviller ;
- No 4 : presbytère (« maison presbytérale ») de l’Oratoire du Louvre, construit en 1854 à l'emplacement de l'ancienne rue d'Angiviller. Siège du Consistoire protestant de Paris jusqu'à la loi de séparation des Églises et de l'État.Façade de la maison presbytérale du temple protestant de l'Oratoire du Louvre, architecte Victor Baltard, 1854

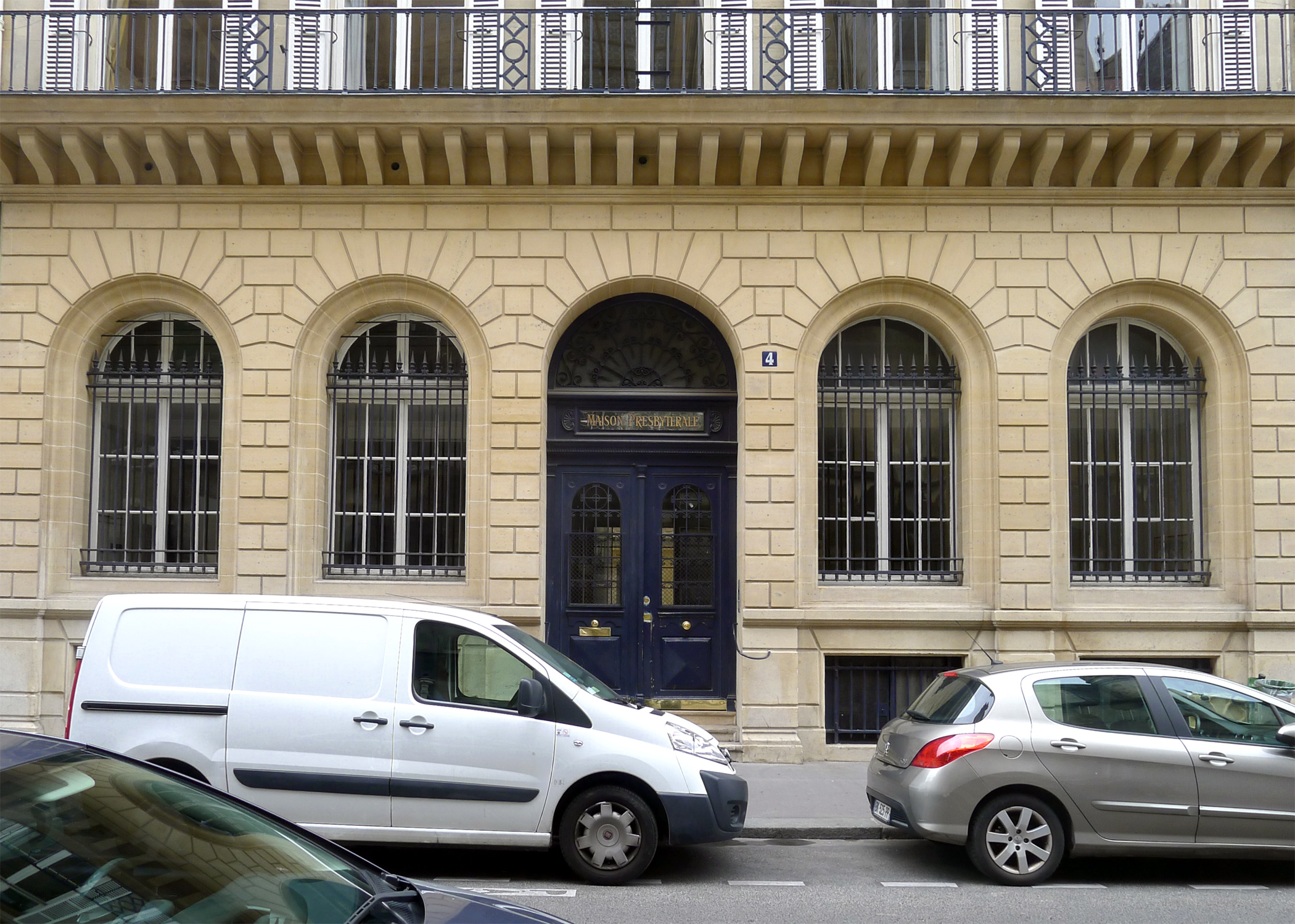
Façade de la maison presbytérale du temple protestant de l'Oratoire du Louvre, architecte Victor Baltard, 1854

## Pour approfondir